# احتراق مختلط جزئيا
الاحتراق المختلط جزئيا (يُعرف أيضاً بإشعال الانضغاط المختلط مسبقاً أو إشعال الانضغاط لحقن البنزين المباشر) هو عملية احتراق حديثة أُعدت للاستخدام مستقبلاً في محركات الاحتراق الداخلي للسيارات والعربات ذات المحركات.
إن القدرة النوعية وكفاءة الوقود المرتفعة وتلوث العادم المنخفض لهذه العملية، جعلت منها تقنية واعدة. يُحقن محرك الاحتراق المختلط جزئياً خلال شوط الانضغاط بشحنة (خليط وقود وهواء) مختلطة مسبقاً، لذلك تكون الشحنة المختلطة مسبقاً خفيفة جداً (من حيث تركيز الوقود) على أن تشتعل خلال شوط الانضغاط. 
تشتعل الشحنة بعد انتهاء حقن الوقود، ويكون ذلك بالقرب من النقطة الميتة العليا. تتشابه كفاءة الوقود ومبدأ عمل محرك الاحتراق المختلط مسبقاً مع محرك الديزل، لكن محرك الاحتراق المختلط مسبقاً يُمكن أن يعمل باستخدام أنواع متعددة من الوقود، كما أن الاحتراق الحادث يكون احتراقاً نظيفاً.